# Randall Munroe
Randall Patrick Munroe (Easton, 17 oktober 1984) is een Amerikaanse cartoonist, auteur, ingenieur, en de maker van de webcomic xkcd.

### Jeugd
Munroe werd geboren in Easton, Pennsylvania op 17 oktober 1984. Hij heeft twee jongere broers en zijn vader werkte als ingenieur en marketeer. Munroe werd opgevoed als een Quaker. Hij was al op jonge leeftijd fan van stripverhalen in kranten, beginnend met Calvin and Hobbes (Nederlands: Casper en Hobbes). Nadat hij afstudeerde aan Chesterfield County's Mathematics and Science High School in Clover Hill, studeerde hij in 2006 af aan de Christopher Newport University met een opleiding in natuurkunde.

### Carrière

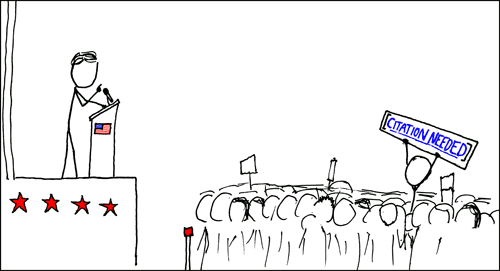
Webstrip 285 van de serie xkcd

Munroe werkte als een contract programmeur en roboticist voor NASA aan het Langley Research Center, vóór en na zijn afstuderen. In oktober 2006 verlengde NASA zijn contract niet, en verhuisde hij naar Boston om fulltime xkcd te schrijven.
De webcomic xkcd bestaat hoofdzakelijk uit stokfiguren. Elke strip wordt verzien van een slogan die de strip beschrijft. Munroe gebruikte de naam xkcd oorspronkelijk als naam voor instant messaging, omdat hij een naam wilde zonder betekenis zodat het niet oud zou worden voor hem. Hij registreerde de domeinnaam, maar liet hem inactief totdat hij begon met het plaatsen van zijn tekeningen, rond september 2005. De webcomic werd al snel erg populair, met tot wel 70 miljoen hits per maand tegen oktober 2007. Volgens Munroe heeft hij waarschijnlijk de meeste feedback gekregen van de strip over stoplichten.
Munroe onderhoudt zichzelf nu door de verkoop van xkcd-gerelateerde merchandise, voornamelijk duizenden T-shirts per maand. De xkcd webcomic wordt uitgegeven onder de licentie Creative Commons Naamsvermelding-NietCommercieel 2.5. Munroe stelt dat het niet alleen om de vrije cultuurbeweging gaat, maar dat het ook zakelijk gezien zinvol is.
In 2010 publiceerde hij een verzameling strips. Hij toerde ook door het lezingencircuit en hield toespraken op plaatsen zoals Google's Googleplex in Mountain View, Californië. De populariteit van de strip onder sciencefiction fans leidde ertoe dat Munroe werd genomineerd voor een Hugo Award voor beste fanartiest in 2011 en opnieuw in 2012. In 2014 won hij de Hugo Award voor beste grafische verhaal voor de xkcd strip genaamd "Time".
In september 2013 kondigde Munroe aan dat een groep xkcd lezers zijn naam had ingediend als kandidaat voor het hernoemen van asteroïde (4942) 1987 DU6 naar 4942 Munroe. De naam werd geaccepteerd door de Internationale Astronomische Unie.

## Boeken
Munroe heeft de volgende werken geschreven (de meeste van deze zijn ook vertaald naar het Nederlands):
- xkcd: volume 0 (2009)[10]
- What If? (2014)[11][12]
- Thing Explainer (2015)[13][14]
- How To (2019)[15]
- What If? 2 (2022)[16]

- Bibsys: 14056502
- Biblioteca Nacional de España: XX5475374
- Bibliothèque nationale de France: cb17017922t (data)
- Catàleg d'autoritats de noms i títols de Catalunya: 981058519459106706
- CiNii: DA18683209
- Gemeinsame Normdatei: 1057926574
- International Standard Name Identifier: 0000 0000 7341 8978
- Library of Congress Control Number: no2009192047
- Nationale Bibliotheek van Letland: 000221007
- MusicBrainz: d8ce8576-71a7-4531-b61b-86db8d5fbaf5
- Bibliotheek van het Japanse parlement: 001209285
- Nationale Bibliotheek van Tsjechië: xx0191229
- Nationale Bibliotheek van Israël: 987007591851905171
- Nationale Bibliotheek van Polen: a0000003502694
- Nationale en Universitaire bibliotheek Zagreb: 000707772
- Nederlandse Thesaurus van Auteursnamen: 38289698X
- Réseau des bibliothèques de Suisse occidentale: 02-A024826804
- Système universitaire de documentation: 189689706
- Virtual International Authority File: 103524663
- WorldCat: E39PBJf8yfXfBr4bKPYHr778md